# 塞尔扣克 (苏格兰)
塞尔扣克（英语：Selkirk；苏格兰盖尔语：Salcraig），是英国苏格兰苏格兰边区的一个城镇，位于特威德河与埃特里克河汇合处。总人口5,839（2001年）。塞尔扣克为原塞尔扣克郡的郡治。